# Goera matuilla
Goera matuilla är en nattsländeart som beskrevs av Malicky och Chantaramongkol 1992. Goera matuilla ingår i släktet Goera och familjen grusrörsnattsländor. Inga underarter finns listade i Catalogue of Life.